# 科特日皮
科特日皮是巴西巴伊亚州的一个市镇。总面积4018.594平方公里，总人口13879人，人口密度3.5人/平方公里。